# Dcheira
Dcheira  (in arabo الدشيرة‎?) è un centro abitato e comune rurale del Marocco situato nella provincia di Laâyoune, regione di Laâyoune-Sakia El Hamra. Conta una popolazione di 509 abitanti (censimento 2014).